# Gottfried von Leiningen

Wappen der Grafen von Leiningen

Gottfried von Leiningen, auch Jofrid von Leiningen, aus dem pfälzischen Geschlecht der Grafen von Leiningen war 1396 bis 1397 erwählter (nicht bestätigter) Bischof von Speyer bzw. Erzbischof von Mainz, danach Dompropst von Mainz.

## Herkunft und Familie
Er war der Sohn des Grafen Emich V. von Leiningen und dessen zweiter Gemahlin Margaretha geb. von Kyburg, Tochter Eberhards II. von Neu-Kyburg und Anastasias geb. von Signau. Sein Bruder war Graf Emich VI. von Leiningen, mit dem zusammen er auch an der Regierung der Grafschaft beteiligt war. 1404 gab er zusammen mit Emich VI. die Zustimmung zu einer Schuldverschreibung der Gemeinden Groß- und Kleinbockenheim, Mühlheim und Colgenstein. 1405 genehmigten beide Brüder eine Stiftmesse in Dürkheim. Die Grabplatte des 1380, in jungen Jahren verstorbenen Bruders Eberhard von Leiningen befand sich früher im Kreuzgang des Wormser Domes, heute im dortigen Stadtmuseum Andreasstift.

## Leben und Wirken
Seine erste Pfründe erhielt der Leininger am Wormser Domstift. Als Wormser Domherr bezog er 1380 mit seinem Hofmeister Hugo von Landau die Universität von Paris, wo er am 10. Februar 1382 den Grad eines Baccalaureus Artium erlangte. Ebenso erhielt er 1380 eine Domherrenpfründe in Köln. 1389 wurde „comes Godfridus de Lyningen, cappellarius et canonicus ecclesie Coloniensis“ an der Universität Heidelberg immatrikuliert.

### Bischofswahl in Speyer
Leiningen wurde am 20. Juni 1396 von der Mehrheit des Domkapitels von Speyer zum Bischof von Speyer gewählt, jedoch nicht vom Papst bestätigt, woraufhin sein in der Wahl unterlegener Gegenkandidat, der Speyerer und Wormser Domherr Raban von Helmstatt, im darauffolgenden Jahr zum Bischof von Speyer erhoben wurde. Zur gleichen Zeit erschien der Leininger auch als Propst des Klosters St. Georgenberg (Worms-Pfeddersheim).

### Elekt von Mainz
Schon kurz nach seiner nicht bestätigten Wahl in Speyer wurde Gottfried von Leiningen am 12. November 1396 vom Mainzer Domkapitel zum dortigen Erzbischof gewählt. Auch diese Wahl wurde nicht vom Papst bestätigt, sie fiel in die Zeit der Auseinandersetzung des luxemburgischen Königshauses mit einer deutschen Fürstenopposition. Leiningen war ein Parteigänger König Wenzels und verlor sein Amt schon im nächsten Jahr an den vom Papst ernannten Johann II. von Nassau (Erzbischof 1397–1419); selbst König Wenzel versagte ihm die Unterstützung. Gottfried von Leiningen verschanzte sich zunächst auf der Burg Reichenstein bei Bingen. Nach langen Verhandlungen verzichtete er auf den Erzbischofsstuhl und wurde stattdessen mit dem einträglichen Amt des Dompropstes von Mainz abgefunden.

### Domherr und Diplomat
1400 avancierte der Bruder Emich VI. von Leiningen zum Hofmeister des deutschen Königs Ruprecht I., der unter dem Namen Ruprecht III. auch Pfälzer Kurfürst war. Dieser entsandte Gottfried am 14. Dezember des Jahres als seinen Gesandten nach Rom, um die Approbation Papsts Gregor IX. zur Königswahl einzuholen. Begleitet wurde der Leininger dabei von Konrad von Vechta und dem Mainzer Stiftsherrn Hermann Rode.

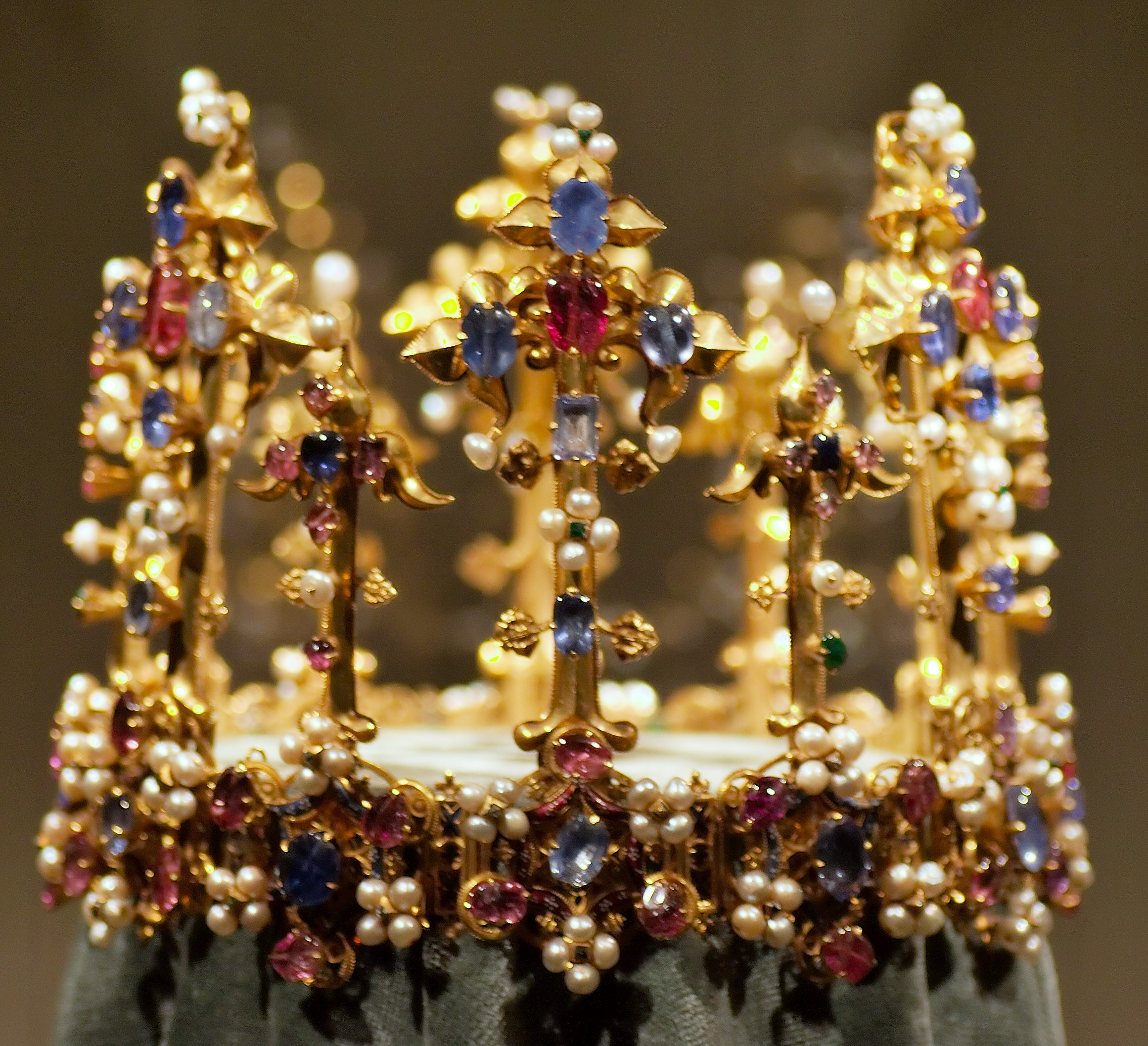
Die sogenannte „Böhmische Krone“ oder „Pfälzer Krone“ aus der von Gottfried von Leiningen ausgehandelten Mitgift Prinzessin Blancas

1401 fand Gottfried von Leiningen erneut als Diplomat König Ruprechts Verwendung; dieses Mal reiste er nach England, um dort die Mitgiftzahlungen für die Schwiegertochter Blanca zu regeln. Als Teil dieser Mitgift ging u. a. die sogenannte „Böhmische Krone“ bzw. „Pfälzische Krone“ in den wittelsbacher Familienbesitz ein, die sich noch heute in der Schatzkammer des Residenzmuseums zu München befindet.
Später hielt sich Gottfried meist in Köln auf, wo sein Bruder Emich VI. seit 1405 als Rat des Erzbischofs Friedrich III. von Saarwerden bei wichtigen Entscheidungen mitwirkte. Erzbischof Friedrich war über seine Mutter ein Verwandter von Emichs Gemahlin Clara von Vinstingen.
Als Vertreter Friedrichs von Saarwerden besuchte Gottfried von Leiningen das Konzil zu Pisa, auf dem er Ende April 1409 eintraf. Am 8. Mai ist er auf einer Konzilssitzung urkundlich belegt. Die Kirchenversammlung schloss am 7. August 1409, Gottfried kehrte jedoch nicht mehr nach Deutschland zurück. Genauer Todestag und -ort sind unbekannt; es wird Pisa als Todesort und der 23. April 1410 als Todestag vermutet, da der 23. April im Seelbuch des Speyerer Domes als Tag seines Totengedenkens eingetragen ist.
Alle zeitgenössischen Quellen, auch die ihm feindlichen, bezeichnen ihn als sehr gelehrten Geistlichen.